# Museo Regional de la Cristiada (Colima)

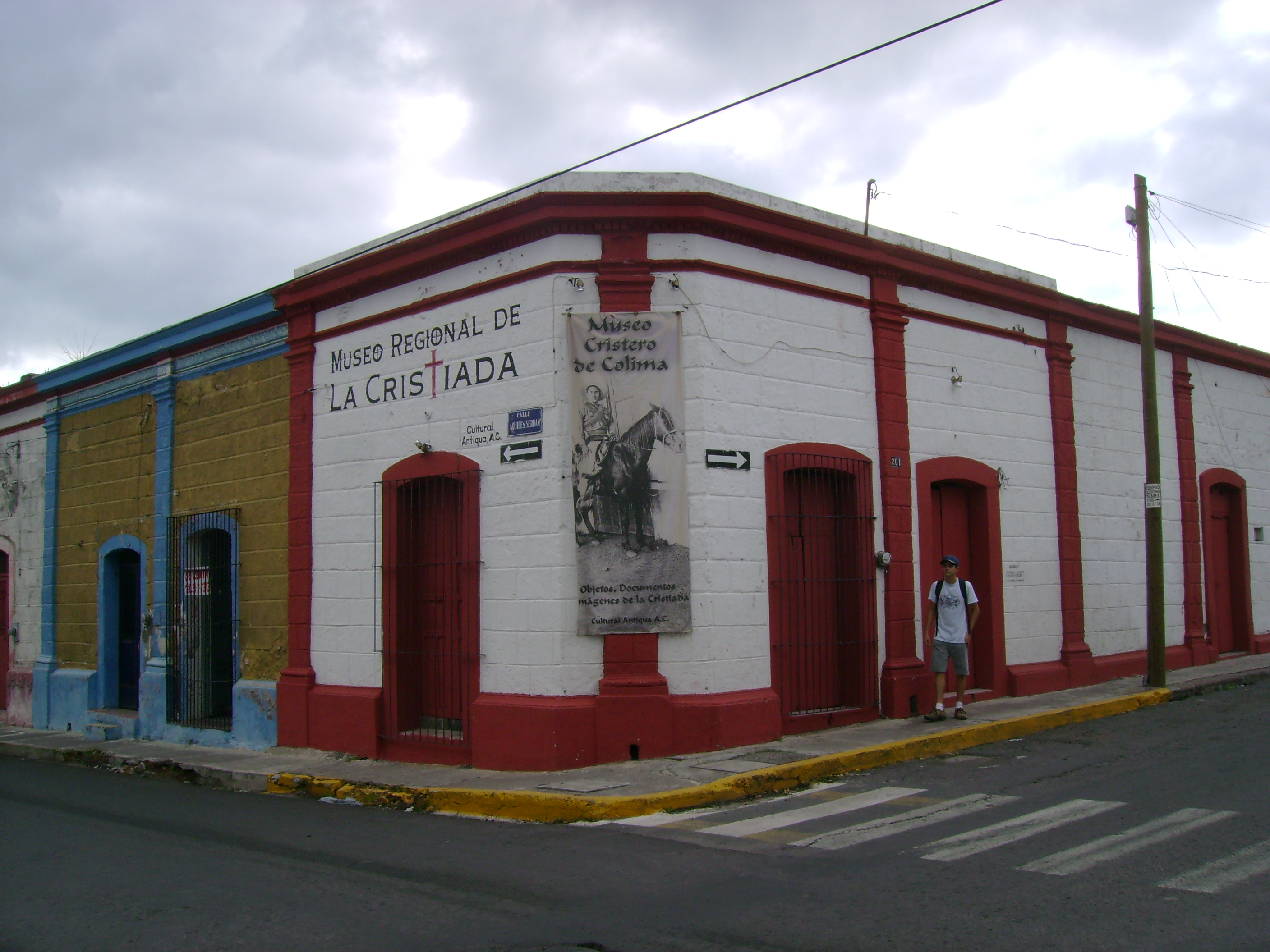
Museo Regional de la Cristiada, Archivo Histórico.

El Museo Regional de la Cristiada es un pequeño museo de México ubicado en la ciudad de Colima, en el municipio de Colima en Colima. Fue inaugurado en 2004.
Presenta un acervo conformado por más de 7000 objetos de religiosos, laicos y militares (de los cuales se exhiben unas 300 piezas), fotografías y documentos de la Guerra Cristera. Cuenta con dos salas, una cristera y otra del ejército y el gobierno. Funciona en coordinación con los investigadores Armando Castro y Guadalupe Almazán, pues a largo de casi veinte años recorrieron pueblos y rancherías, reuniendo un importante acervo histórico.
- Datos: Q6033725